# Nagy Tamás (labdarúgó, 1987)
Nagy Tamás (Budapest, 1987. július 30. –) magyar labdarúgó, a Ceglédi VSE játékosa.

## Adatai

### NB I-espályafutása
(2015. április 4-ei adatok)
- Játszott meccsek: 127
- Gólok: 22